# انجمن بتن ایران
انجمن بتن ایران، یک انجمن علمی و حرفه‌ای ملی است که به ترویج و توسعه صنعت بتن در ایران می‌پردازد. این انجمن برای متخصصین، مهندسین، معماران و دیگر فعالان مرتبط با صنعت بتن فعالیت می‌کند و به اشتراک گذاری دانش، تبادل نظرات و پیشرفت و توسعه صنعت بتن از طریق  برگزاری کنفرانس‌ها، سمینارها و دوره‌های آموزشی کمک می‌کند.
این انجمن دارای اعضای برجسته و متخصصان حوزه بتن است و با شرکت‌ها و دانشگاه‌های معتبر ایرانی در این زمینه همکاری دارد تا جایگاه برتر خود را در بازار و صنعت بتن حفظ کند و تاثیر مثبتی بر توسعه و پیشرفت این صنعت داشته باشد.
فصلنامه بتن ایران (ISSN: 1987-1735) نشریه این انجمن میباشد که تا کنون ۸۰ شماره از آن منتشر شده است.

## تاریخچه تشکیل انجمن بتن
همراه با گسترش روزافزون مصرف سیمان و بتن در صنعت ساخت و ساز کشور، فکر ایجاد انجمنی که بتواند فعالیت‌های علمی، فنی و تحقیقاتی در این زمینه را مرکزیت دهد از مدت‌ها قبل در ذهن دست‌اندرکاران این رشته وجود داشته‌است. فعالیت‌های چندی در جهت عملی ساختن این فکر در سالهای دهه پنجاه شمسی به عمل آمده‌است ولی به هر دلیل هیچ‌یک از این فعالیت‌ها به نتیجه نرسیده‌است. اولین اقدام رسمی برای تشکیل انجمن بتن در سالهای اخیر به آذرماه ۱۳۷۵ بر می‌گردد که طی آن دو رویداد موازی و تقریباً هم‌زمان به وقوع پیوست. در رویداد اول گروهی از کارشناسان بتن‌شناسی و تکنولوژی بتن اقدام به تأسیس انجمنی به نام «انجمن ایرانی بتن‌شناسی» و گروهی دیگر از کارشناسان بتن و بتن آرمه و بتن پیش تنیده اقدام به تأسیس انجمنی به نام «انجمن ایرانی بتن» نمودند. هیئت مؤسس انجمن ایرانی بتن‌شناسی در جلسه تاریخ ۱۱/۹/۷۵ موجودیت انجمن را اعلام نمود.
عده‌ای از این هیئت قبلاً شاخه ایرانی انجمن بتن آمریکا (ACI)را در ایران پایه‌گذاری کرده و در آن فعالیت داشتند. این شاخه در فاصله سالهای ۵۷ – ۱۳۵۵ و از سال ۱۳۶۳ تاکنون فعالیت مستمر داشته و در این مدت توانسته‌است گردهمایی‌ها و سخنرانی‌های متعددی را در زمینه‌های مختلف صنعت بتن سازماندهی کند.
وزارت کشور در جریان رسیدگی به پرونده‌های دو انجمن، با توجه به آن که هدفهای دو انجمن در اساسنامه تا حد زیادی مشابه یکدیگر بود و علاوه بر آن تعدادی از تقاضا کنندگان در هر دو گروه هیئت مؤسس عضویت داشتند، پیشنهاد کرد دو انجمن در هم ادغام شده و تشکیلات واحدی سازماندهی شود. این پیشنهاد مورد توافق هر دو گروه هیئت مؤسس قرار گرفت و اولین جلسه مشترک نمایندگان دو گروه در تاریخ ۱۱/۱۲/۷۶ در محل کانون فارغ التحصیلان دانشکده فنی تشکیل شد و مقدمات تدوین اساسنامه جدید تدارک دیده شد.
این اساسنامه سرانجام با ۳۶ ماده و ۲۷ تبصره به تصویب نمایندگان دو گروه رسید و برای انجام مراحل قانونی به وزارت کشور ارسال شد. در این اساسنامه نام «انجمن بتن ایران» برای انجمن انتخاب شد.